# 北京侵华日军飞机掩体
侵华日军飞机掩体，位于今北京市大兴区、丰台区、海淀区、通州区，是抗日战争时期侵华日军飞机掩体。

## 简介
北京市境内的侵华日军飞机掩体，截至2014年5月尚存19座，其中大兴区9座，丰台区6座，海淀区1座，通州区3座。这些侵华日军飞机掩体俗称“飞机窝”。每座侵华日军飞机掩体的外形基本相同，形似被切走1/4的蘑菇形，被“切去”处是飞机进出口。
大兴区和丰台区的15座在南苑机场附近。海淀区的1座在西郊机场附近。通州区的3座在三间房机场附近。日军侵华时期，在北京建的侵华日军飞机掩体不止这些。
《北京抗战遗存》一书记载，日军占领南苑后，南苑机场变为日本陆军航空部队在中国最大的军事基地。机场附近建设20多个钢筋混凝土飞机掩体。1949年以后，因为南苑机场周边改造，飞机掩体被陆续拆除。
1938年，日军在北平西郊的柳林居村（今海淀区四季青镇东冉村）建西郊机场作为军事基地。1944年，日军为防空袭，在西郊机场建3个哨所，仅1分哨便兴建6个大飞机掩体。日军将飞机藏在飞机掩体内，又架设木头飞机作为掩护。
《日寇罪行在丰台》一书记载，建这些飞机掩体并非日本投资，全是靠中国人的资财兴建。
2014年，接连有3座侵华日军飞机掩体被拆除，引发舆论关注。其中2座位于大兴区，1座位于海淀区四季青镇小屯自然村。
到2006年时，海淀区四季青镇小屯村尚留有3座侵华日军飞机掩体。1998年7月，中共北京市委宣传部、北京市文物局、海淀区人民政府在其中一座飞机掩体前树立了一块近2米高的汉白玉方尖碑，碑名“侵华日军飞机掩体遗址”，碑文中提到“掩体是日军侵华的罪证”。该遗址被列为国耻纪念地、青少年爱国主义教育基地。2006年，在小屯村征地建居民小区，拆除了其中两座飞机掩体。2014年6月，海淀区四季青镇小屯村的最后一处侵华日军飞机掩体被房地产开发商拆除，此处是北京市海淀区普查登记文物。海淀区文化委员会发现后，对该开发商处以50万元人民币罚款。
2014年9月初，大兴区集贤一村的一处被拆除，此处位于万聚庄村委会以东不到100米的胡同内。2014年9月25日，大兴区万聚庄村的一处被万聚庄村委会拆除，此处位于万聚庄村万吉路十四条内，在集贤一村的侵华日军飞机掩体西南大约500米处。这两处在中华人民共和国成立后曾作为部队库房，后成为村中的公产，西侧的成为堆放杂物的库房，东侧的后来建成出租房。两座被拆的侵华日军飞机掩体体量较小，其中小的高约4米，直径20多米，外壳厚约1尺，占地面积约1500平方米；大的高7米，直径40多米，占地面积约2000平方米。两座侵华日军飞机掩体属于北京市大兴区普查登记文物“集贤侵华日军飞机掩体”。9月26日，大兴区有关负责人表示，已了解有关情况，两座侵华日军飞机掩体属于普查登记文物，大兴区责成文物执法部门及属地组成联合调查组展开调查，将根据调查结果依法查处。
2015年，大兴区文化委员会发布《大兴区文化委员会关于将4处侵华日军飞机掩体公布为不可移动文物》的通知，又将4处侵华日军飞机掩体公布为不可移动文物。这4处包括：西红门镇寿保庄侵华日军飞机掩体1个，旧宫镇南小街侵华日军飞机掩体1个，旧宫镇集贤村空军仓库侵华日军飞机掩体2处。

## 列表
|    | 位置                             | 文物保护等级                                          | 2014年状况                             |
| -- | -------------------------------- | ----------------------------------------------------- | -------------------------------------- |
| 1  | 大兴区旧宫镇隆盛庄村             | 普查登记文物 （集贤侵华日军飞机掩体）                 | 作为仓库，被出租房包围                 |
| 2  | 大兴区旧宫镇隆盛庄村             | 普查登记文物 （集贤侵华日军飞机掩体）                 | 作为仓库，被出租房包围，建筑比前者略小 |
| 3  | 大兴区旧宫镇万聚庄村附近部队营地 | 普查登记文物 （集贤侵华日军飞机掩体）                 | 作为部队库房，保护良好                 |
| 4  | 大兴区旧宫镇万聚庄村附近部队营地 | 普查登记文物 （集贤侵华日军飞机掩体）                 | 作为部队库房，保护良好                 |
| 5  | 大兴区旧宫镇万聚庄村             | 普查登记文物 （集贤侵华日军飞机掩体）                 | 2014年9月25日拆除                      |
| 6  | 大兴区旧宫镇集贤一村             | 普查登记文物 （集贤侵华日军飞机掩体）                 | 2014年9月拆除                          |
| 7  | 大兴区旧宫镇南街三队             | 普查登记文物 （旧宫镇南小街侵华日军飞机掩体）         | 被压在出租房下，仅露出些许痕迹         |
| 8  | 大兴区西红门镇大白楼村           | 普查登记文物 （大白楼侵华日军飞机掩体）               | 作为仓库，已空置，周围是苗圃           |
| 9  | 大兴区西红门镇大白楼村           | 普查登记文物 （大白楼侵华日军飞机掩体）               | 作为仓库，已空置，偶尔用作民工房       |
| 10 | 大兴区西红门镇寿保庄             | 普查登记文物 （西红门镇寿保庄侵华日军飞机掩体）       | ——                                     |
| 11 | 大兴区旧宫镇集贤村空军仓库       | 普查登记文物 （旧宫镇集贤村空军仓库侵华日军飞机掩体） | ——                                     |
| 12 | 大兴区旧宫镇集贤村空军仓库       | 普查登记文物 （旧宫镇集贤村空军仓库侵华日军飞机掩体） | ——                                     |
| 13 | 丰台区南苑村露营公园内           | 无                                                    | 作为仓库，已空置                       |
| 14 | 丰台区南苑村团河路东             | 无                                                    | 作为仓库，已空置                       |
| 15 | 丰台区南苑村西                   | 无                                                    | 作为骨灰堂                             |
| 16 | 丰台区南苑村附近部队             | 无                                                    | 作为部队文体活动中心                   |
| 17 | 丰台区南苑机场西侧               | 无                                                    | 作为路边仓库                           |
| 18 | 丰台区南苑机场西侧某单位院内     | 无                                                    | 空置                                   |
| 19 | 通州区三间房村                   | 无                                                    | 作为村中仓库                           |
| 20 | 通州区三间房村                   | 无                                                    | 作为村中仓库                           |
| 21 | 通州区三间房村                   | 无                                                    | 作为村中仓库                           |
| 22 | 海淀区四季青镇小屯村             | 北京市海淀区文物保护单位                              | 2014年6月拆除                          |